# Ballady i piosenki 2
Ballady i piosenki 2 - szósty album studyjny Sławy Przybylskiej wydany 21 lutego 1965 roku przez Polskie Nagrania. Płyta zawierała nagrania artystki dokonane w studio Polskich Nagrań w Warszawie. Album pierwotnie ukazał się w formie 12-calowego longplaya i jest dostępny w serwisach oferujących digital download. W 2001 został wznowiony na nośniku CD.

## Lista utworów
Strona a:
1. Noc kastylijska (Romuald Żyliński - Jerzy Ficowski)
2. Czarna woda (Marek Sewen - Zbigniew Stawecki)
3. Uśpiona fontanna (Émile Stern - Ola Obarska)
4. Biały sad (Arnold Norczenko - Andrzej Bianusz)
5. Światła na Powiślu (Jerzy Woy-Wojciechowski - Maria Ciechowska)
6. Dziewczyna z mlekiem (Janusz Sent - Wojciech Młynarski)

Strona b:
1. Gdzie są kwiaty (Pete Seeger - Wanda Sieradzka)
2. Na naszej ulicy (Fempler - Agnieszka Osiecka)
3. Nie udała się miłość (Stefan Rembowski - Zbigniew Stawecki)
4. Winna była mama (Allan Roberts, Doris Fisher - Lucjan Kydryński)
5. Nie chodź miły nad Wisłę (Stefan Rembowski - Roman Sadowski)
6. Kot Teofil (Stefan Musiałowski - Irena Grygolunas)
7. Po coś mi w drogę wszedł (Andriej Eszpaj - Witold Dąbrowski)

## Charakterystyka albumu
Album Ballady i piosenki (2) zawiera utwory Sławy Przybylskiej zarejestrowane w studio Polskich Nagrań w Warszawie nagrane przy akompaniamencie Zespołu Estrady Warszawskiej pod dyrekcją Janusza Senta. W 2001 roku ukazała się reedycja albumu na nośniku CD wydana przez Polskie Nagrania. Reedycja zawierała cztery dodatkowe utwory artystki z płyty Tylko dla zakochanych. W 2020 roku album został wydany w formie digital download. Stanowi drugą z trzech części płyt artystki z serii Ballady i piosenki, a jej wydanie poprzedzono jednym singlem

## Lista utworów (reedycja)
1. Noc kastylijska (Romuald Żyliński - Jerzy Ficowski)
2. Czarna woda (Marek Sewen - Zbigniew Stawecki)
3. Uśpiona fontanna (Émile Stern - Ola Obarska)
4. Biały sad (Arnold Norczenko - Andrzej Bianusz)
5. Światła na Powiślu (Jerzy Woy-Wojciechowski - Maria Ciechowska)
6. Dziewczyna z mlekiem (Janusz Sent - Wojciech Młynarski)
7. Gdzie są kwiaty (Pete Seeger - Wanda Sieradzka)
8. Na naszej ulicy (Fempler - Agnieszka Osiecka)
9. Nie udała się miłość (Stefan Rembowski - Zbigniew Stawecki)
10. Winna była mama (Allan Roberts, Doris Fisher - Lucjan Kydryński)
11. Nie chodź miły nad Wisłę (Stefan Rembowski - Roman Sadowski)
12. Kot Teofil (Stefan Musiałowski - Irena Grygolunas)
13. Po coś mi w drogę wszedł (Andriej Eszpaj - Witold Dąbrowski)

Utwory dodatkowe:
1. Piove [Ciao, ciao bambino] (Domenico Modugno - Ola Obarska) [z albumu Tylko dla zakochanych]
2. O przyjdź nocy zła (Joseph Kosma - Kazimierz Szemioth (pseud. Lucjan Kaszem) [z albumu Tylko dla zakochanych]
3. Straciłam twe serce (Władysław Szpilman - Henryk Szpilman (pseud. Henryk Herold) [z albumu Tylko dla zakochanych]
4. Tak mało cię znam (Władysław Szpilman - Jerzy Jurandot) [z albumu Tylko dla zakochanych]

## Single poprzedzające album
- [1965] Pronit SP 153 - Gdzie są kwiaty / Winna była mama[9]

## Muzycy
- Sława Przybylska - śpiew
- Zespołu Estrady Warszawskiej pod dyrekcją Janusza Senta - akompaniament

## Realizatorzy
- Reżyser nagrania – Wojciech Piętowski
- Operator dźwięku – Halina Jastrzębska
- Zdjęcie na okładce – Tadeusz Biliński